# Список кавалеров ордена Святой Анны эпохи Елизаветы Петровны

## Кавалеры эпохи Елизаветы Петровны
1. 5 февраля 1742 — Воронцов, Михаил Илларионович, камергер[1][2].
2. 5 февраля 1742 — Разумовский, Алексей Григорьевич, камергер[1][2].
3. 5 февраля 1742 — Шувалов, Александр Иванович, камергер[1][2].
4. 5 февраля 1742 — Шувалов, Пётр Иванович, камергер[1][2].
5. 25 апреля 1742 — Воейков, Пётр Петрович, генерал-майор. Умер в декабре 1743 года[3].
6. 25 апреля 1742 — Шереметев, Пётр Борисович, граф, камергер[1][2][3].
7. 25 апреля 1742 — Трубецкой, Иван Юрьевич, князь, действительный статский советник, камергер и Юстиц-коллегии президент. Умер 14 сентября 1744 года[3].
8. 1744 — Головин, Фёдор Иванович, граф, лейб-гвардии Конного полка майор. Умер 26 августа 1758 года.
9. 15 июля 1744? — Фридрих Август, наследный принц Ангальт-Цербстский[1][2][4].
10. 174? — Броун, Юрий Юрьевич, генерал-поручик[1][2][4].
11. 3(23?) февраля 1746 — Пётр Август Фридрих Гольштейн-Бекский, принц, генерал-лейтенант[1][2].
12. 3 февраля 1746 — Пфенинг (нем. Pfenning), голштинский канцлер.
13. 9(29?) июня 1746 — Разумовский, Кирилл Григорьевич, граф, камергер и президент Академии наук[1][2].
14. 29 июня 1746 — Ушаков, Фёдор Иванович, гвардии Преображенского полка секунд-майор[2].
15. 10 февраля 1747 — Головин, Александр Иванович, генерал-интендант при флоте.
16. 10 февраля 1747 — Белосельский, Михаил Андреевич, князь генерал-экипажмейстер при флоте[2].
17. 10 февраля 1747 — Полозов, Алексей Семёнович, камергер[2] s:РБС/ВТ/Полозов, Алексей Семенович.
18. 10 февраля 1747 — Ефимовский, Андрей Михайлович, граф[2].
19. 10 февраля 1747 — Гендриков, Андрей Симонович, граф[2].
20. 10 февраля 1747 — Мошков, Василий Иванович.
21. 1748 — Воронцов, Роман Илларионович, камергер[1][2].
22. 1748 — Ганнибал, Абрам Петрович, генерал-майор.[источник не указан 3113 дней]
23. 6 февраля 1748 — Панин, Никита Иванович, граф, камергер и полномочный в Швеции министр[1][2].
24. 24 августа 1749 — Берхгольц, мекленбургский обер-егермейстер.
25. 1746—1752? — Ранцау, Шак Карл[дат.]?, граф, тайный советник в Голштинии[4].
26. 1746—1752? — Норман, Иоганн Филипп фон? (нем. Johann Philipp von Normann), барон, маркграфа Бранденбургского гофмаршал[4].
27. 3 февраля 1752 — Чоглоков, Николай Наумович, камергер.
28. 3 февраля 1752 — Шувалов, Иван Иванович, камергер[1][2].
29. 3 февраля 1752 — Лялин, Пимен Васильевич, камергер[2].
30. 3 февраля 1752 — Сиверс, Карл Ефимович, барон, камергер[2].
31. 3 февраля 1752 — Чулков, Василий Иванович, камергер[2].
32. 3 февраля 1752 — Брадке, Николаус, генерал-майор (нем. Nikolaus von Bradke).
33. 3 февраля 1752 — Фридерици, Буссо Христиан, генерал-майор (нем. Busso Christian von Friederici).
34. 1752—1757? — Бецкой, Иван Иванович[1][5][4].
35. 1752—1757? — Чернышёв, Иван Григорьевич, граф[1][6][4].
36. 1752—1757? — Голицын, Дмитрий Михайлович, князь[1][2][4].
37. 25 сентября 1754 — Павел Петрович, великий князь, государь цесаревич[1][2].
38. 1756? — Тинен, Вульф Генрих[нем.]?, голштинский конференц-рат[7].
39. 1756? — Нарышкин, Александр Александрович, обер-шенк[1][2][4].
40. 8 октября 1756 — Пётр Фридрих Вильгельм, принц Гольштейн-Готторпский, сын епископа Любекского.
41. 8 октября 1756 — Вильгельм Август (1753—1774), принц Гольштейн-Готторпский, сын Георга Людвига принца Гольштейн-Готторпского.
42. 8 октября 1756 — Румор, Хеннинг Бенедикт фон[нем.], любекского епископа тайный советник.
43. 8 октября 1756 — Фитингоф, Иван Фёдорович, тайный советник и регирунгсрат Рижский (нем. Otto Hermann von Vietinghoff).
44. 1756—1757? — Костюрин, Иван Иванович, генерал-майор?[2][8].
45. 25 ноября 1756 — Журавлёв, Данила Степанович, генерал-майор и Лейб-кампании адъютант.
46. 1756 — Сафонов, Михаил Иванович, генерал-майор, действительный камергер[9].
47. 1756(7)? — Воронцов, Иван Илларионович, граф, генерал-поручик[2][4].
48. 1757 — Волконский, Михаил Никитич, князь, генерал-майор[1][6].
49. 3 июня 1757 — Борх, Иоанн Андрей фон, граф, польской лифляндии воевода.
50. 1757 — Брокдорф, Христиан Август, голштинский генерал-аншеф[2].
51. 1757 — Мардефельд, Карл Густав, барон, голштинский обер-маршал, конференц-рат и амтман (нем. von Mardefelt).
52. 1757 — Оффенберг, Генрих Христиан[нем.], курляндский ланд-гофмейстер[5].
53. 1757 — Кеттенбург, Адам Виктор, голштинский генерал-поручик и камергер (нем. Adam Victor von der Kettenburg).
54. 25 декабря 1757 — Нарышкин, Лев Александрович, камергер[1][2].
55. 25 декабря 1757 — Голмер, Фридрих Левин фон (1741—1806)[10], граф, голштинского ольденбургского герцога министр и действительный тайный советник.
56. 3 февраля 1758 — Ягужинский, Сергей Павлович, граф, генерал-поручик и камергер.
57. 1758 — Кейзерлинг, Герман Карл фон, граф, российский императорский тайный советник[1][2].
58. 1758 — Кейзерлинг, Дитрих[нем.], польский тайный советник.
59. 1758 — Корф?, польский староста речицкий.
60. 25 ноября 1758 — Глебов, Александр Иванович, правительствующего сената обер-прокурор[5].
61. 1758(9)? — Лёвен, Фридрих фон (1725) (нем. Friedrich von Löwen (1725–1800)), барон, действительный камергер[4].
62. 1759? — Фротье де ла Месселье, Луи Александр (фр. Louis Alexander Frottier de la Messelière (1710–1777)), граф, бригадир во французской службе[4].
63. 19(26?) августа 1759 — Еропкин, Пётр Дмитриевич, генерал-майор[1][6][11].
64. 19 августа 1759 — Хованский, Сергей Фёдорович, князь, генерал-майор[12].
65. 1 сентября 1759 — Штофельн, Христофор Фёдорович, генерал-квартирмейстер[6].
66. 1 сентября 1759 — Тотлебен, Готтлоб Курт Генрих, граф, генерал-майор[2][13].
67. 1 сентября 1759 — Берг, Максим Васильевич, генерал-майор.
68. 6 сентября 1759 — Долгоруков, Фёдор Сергеевич, князь, генерал-майор. Умер от полученной им под городом Кольбергом раны 27 сентября 1761 года.
69. 6 сентября 1759 — Племянников, Пётр Григорьевич, генерал-майор[6].
70. 3 февраля 1760 — Лефорт, Пётр Петрович (1719—1796), барон, обер-церемониймейстер.
71. 5 мая 1760 — Гаугребен, Карл, генерал-майор (нем. von Gaugreben).
72. 5 мая 1760 — Нуммерс, Иван Петрович, генерал-майор[6].
73. 29 июня 1760 — Вадковский, Фёдор Иванович, гвардии секунд-майор[1][5].
74. 29 июня 1760 — Овцын, Илларион Яковлевич, генерал-майор[6].
75. 29 июня 1760 — Евреинов, Яков Матвеевич, действительный статский советник и Коммерц-коллегии президент. Умер 24 октября 1772 года.
76. 3 февраля 1761 — Кокошкин, Фёдор Иванович, генерал-майор.
77. 3 февраля 1761 — Долгоруков, Сергей Петрович, князь, действительный статский советник. Умер 5 мая 1761 года, на 65-м году от рождения.
78. 3 февраля 1761 — Эмме, Фёдор Иванович, вице-президент Юстиц-коллегии.
79. 3 февраля 1761 — Шаховской, Григорий Иванович, князь, действительный статский советник.
80. 10 февраля 1761 — Загряжский, Александр Артемьевич, генерал-поручик.
81. 10 февраля 1761 — Юшков, Иван Иванович, Камер-коллегии президент.
82. 10 февраля 1761 — Поникау, Генрих Эрнст?, обер-комендант Ревельский. Умер в 1762 году (нем. Heinrich Ernst von Ponickau).
83. 10 февраля 1761 — Козловский, Алексей Семёнович, князь, генерал-поручик.
84. 10 февраля 1761 — Жеребцов, Николай Григорьевич, тайный советник.
85. 10 февраля 1761 — Лунин, Михаил Киприанович, тайный советник и Вотчинной коллегии президент.
86. 6 апреля 1761 — Гуровский, Владислав, граф, польский коронный великий писарь и камергер[6].
87. 6 апреля 1761 — Дельвиг, Иоганн Готлиб, барон, голштинский гофмаршал и камергер (нем. Johann Gottlieb von Delwig).
88. 6 апреля? 1761 — Вольф?, голштинский действительный тайный советник и камергер[2].
89. 6 апреля 1761 — Сальдерн, Каспар, голштинский действительный тайный советник.
90. 6 апреля 1761 — Голицын, Иван Фёдорович, князь, генерал-майор[14].
91. 6 апреля 1761 — Делатур, Иван, генерал-майор.
92. 6 апреля 1761 — Измайлов, Михаил Михайлович, камергер[1][6].